# خورش قیمه گیلان
خورش قیمه گیلان یکی از ده‌ها نوع خورش ایرانی غذای اصیل ایرانی و همانگونه که از اسمش مشخص است متعلق به گیلان است. در طبخ این خورش از گوشت قرمز چرخ کرده، لپه، رب گوجه فرنگی، گوجه فرنگی رنده شده، پیاز، ادویه جات، رب آلوچه، زعفران، زردچوبه و بادنجان استفاده می‌شود.